# Bernhard Nordh
Joel Bernhard Nordh,  född den 19 april 1900 i Björklinge socken, död den 9 augusti 1972 i Uppsala, var en svensk författare. 

## Biografi
Bernhard Nordh föddes i en fattig statarmiljö och var utomäktenskaplig son till en piga. Han var fackligt aktiv inom Syndikalisterna och arbetade som sågverksarbetare, skogsarbetare och rallare på olika ställen i Norrland. Efter en arbetsskada vid 26 års ålder började han att författa, först noveller och senare även romaner.
Nordh var en självlärd författare som tog korrespondenskurser i svenska. Han vann 1935 två novellpristävlingar. Nordh kom att bli en välläst författare främst genom att många av hans böcker utgavs i stora upplagor i Folket i Bilds bokserier. Romanerna var lättlästa och mustiga berättelser om nybyggare i norra Jämtlands och södra Lapplands fjälltrakter. Tre av hans böcker har även filmatiserats.
Nordhs biografi har skrivits av Matts Heijbel och gavs ut 1977 under titeln Boken om Bernhard Nordh av B. Wahlströms bokförlag. Bernhard Nordh är begravd på Uppsala gamla kyrkogård.

## Böcker som har blivit film
- 1948 – Flickan från fjällbyn
- 1951 – Starkare än lagen
- 1953 – Ingen mans kvinna